# 欧特里
欧特里（法語：Autry，法語發音：[otʁi]）是法国大東部大區阿登省的一个市镇，属于武济耶区。

## 地理
欧特里（49°16'6"N, 4°50'14"E）面积16.34 平方千米，位于法国大東部大區阿登省，该省份为法国北部内陆省份，西接埃纳省，南至马恩省，东临默兹省，北与比利时接壤。
与欧特里接壤的市镇（或旧市镇、城区）包括：布孔维尔、孔代莱索特里、格朗当、朗松、蒙舍坦、塞尔奈昂多穆瓦。

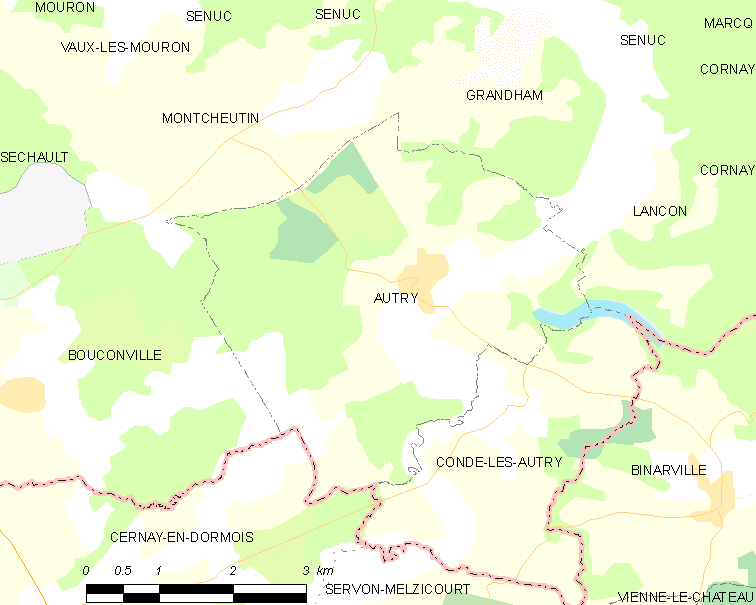
欧特里的OSM定位图

欧特里的时区为UTC+01:00、UTC+02:00（夏令时）。

## 行政
欧特里的邮政编码为08250，INSEE市镇编码为08036。

## 政治
欧特里所属的省级选区为阿蒂尼县。

## 人口

1962-2008年间欧特里人口变化图示

欧特里于2022年1月1日时的人口数量为95人。